# Potok Bukowy
Potok Bukowy (Bukowy Potok) – potok w Beskidzie Śląskim, prawobrzeżny dopływ Brennicy{ o długości 2,84 km.
Płynie w całości na terenie Brennej. Źródła na południowych stokach góry Stołów, na wysokości ok. 800 m n.p.m. Spływa dość głęboką, zupełnie porośniętą lasem dolinką w kierunku południowym. Na wysokości 505 m n.p.m. przybiera swój jedyny większy dopływ – lewobrzeżny potok Niemczata spod polan Skałka na stokach Trzech Kopców. Uchodzi do Brennicy w Brennej Bukowej na wysokości ok. 475 m n.p.m., nieco powyżej przystanku autobusowego Brenna Bukowa Lachy.